# Bunt łódzki
Bunt łódzki – strajk powszechny i masowe manifestacje, do których doszło w Łodzi w dniach 2-8 maja 1892

## Przebieg
Jeszcze przed 1 maja 1892 łódzcy socjaliści opublikowali odezwę, w której żądano ośmiogodzinnego dnia pracy, podwyżki zarobków i swobód politycznych, a od 2 maja (1 maja wypadał w niedzielę) rozpoczęły się strajki, które objęły największe łódzkie fabryki. Szybko zaczęło dochodzić do wybuchów przemocy – policja biła strajkujących, natomiast robotnicy podejmowali się ataków na fabrykantów, pobito m.in. syna Izraela Poznańskiego, Ignacego. Skłoniło to część przemysłowców do pewnych ustępstw: fabryka Scheiblera zaproponowała podwyżkę o 8% i skrócenie czasu pracy o godzinę, jednak inni, tacy jak Izrael Poznański czy Juliusz Kunitzer byli temu przeciwni.
Robotnicy w czasie wiecu na dzisiejszym placu Wolności wybrali na przywódcę krawca Kazimierza Wachowicza, którego okrzyknięto „królem polskim”. Został on jednak aresztowany przez Kozaków i nie pokierował strajkiem. 5 maja doszło na Bałutach do pogromu Żydów, od którego socjaliści się później odcięli.
Ostatecznie, rozruchy skończyły się krwawą interwencją carskiego wojska i policji, w czasie której zginęło około 100 osób, a rannych zostało 300.